# 徳島県道25号日和佐小野線
徳島県道25号日和佐小野線（とくしまけんどう25ごう ひわさこのせん）は、徳島県海部郡美波町から阿南市へ至る県道（主要地方道）である。

## 概要
徳島県海部郡美波町奥河内の国道55号交点から阿南市福井町の国道55号交点へ至る。
国道55号の異常気象時の迂回路としても利用されるが、山道で幅員が確保されていない箇所があるため1時間毎に片側交互通行の措置が行われる他、4トン車以上の通行が制限される。

### 路線データ

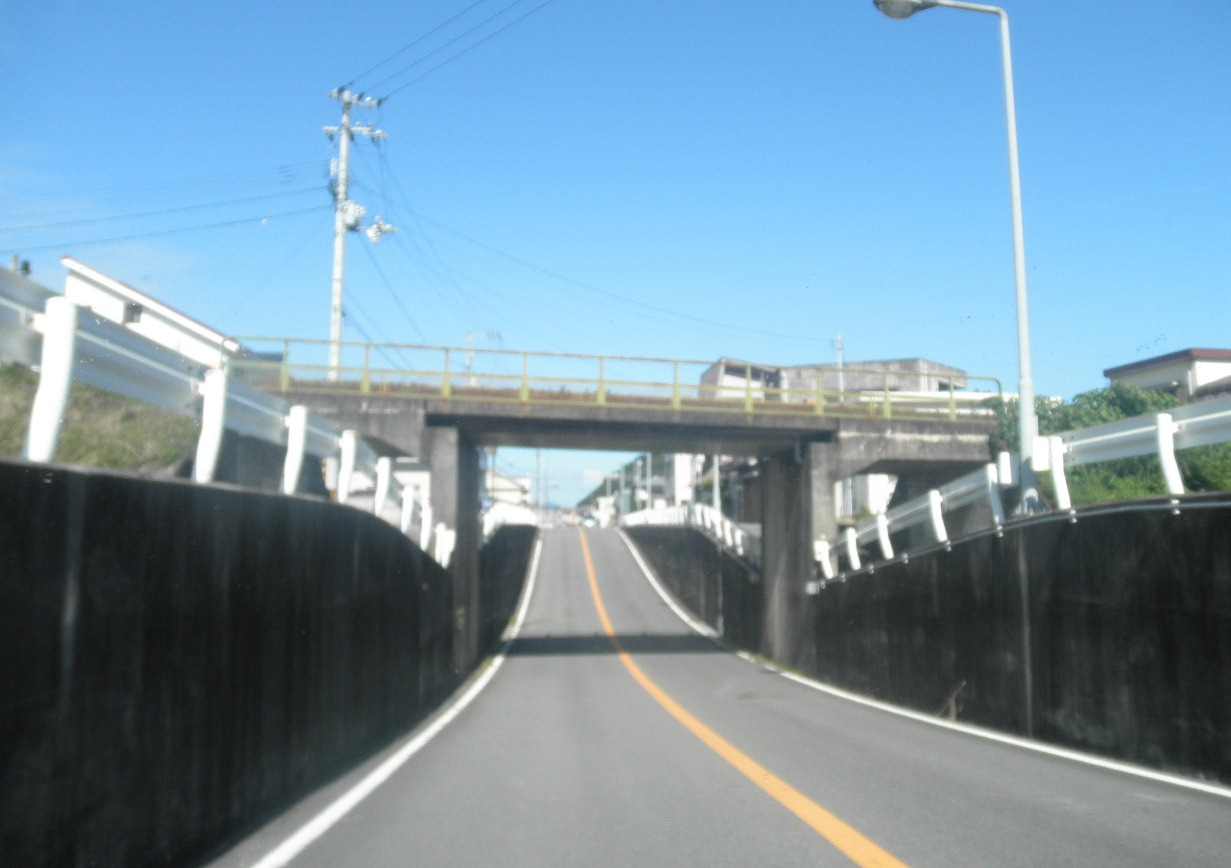
牟岐線の高架下付近
美波町奥河内寺前

- 起点：徳島県海部郡美波町奥河内（道の駅日和佐の北側交差点・国道55号交点）
- 終点：徳島県阿南市福井町小野（国道55号交点）
- 経由地：海部郡美波町木岐
- 距離：18.068 km（平成22年徳島県道路現況調書）

## 歴史
- 1959年1月31日 - 現在の区間に徳島県道28号福井由岐日和佐線、63号日和佐停車場線が認定。[要出典]
- 1972年3月10日 - 徳島県道の再編により徳島県道142号福井由岐日和佐線、178号日和佐停車場線としてそれぞれ再認定。[要出典]
- 1976年10月5日 - 2路線を統合し徳島県道25号日和佐小野線として認定。[要出典]
- 1993年（平成5年）5月11日 - 建設省から、県道として主要地方道に指定される[1]。

## 路線状況

### 重複区間
- 徳島県道194号由岐港線（海部郡美波町田井 地内）

## 地理

### 通過する自治体
- 海部郡美波町
- 阿南市

### 交差する道路
- 国道55号（海部郡美波町奥河内、起点）
- 徳島県道195号日和佐港線（海部郡美波町奥河内）
- 徳島県道294号北河内奥河内線（海部郡美波町奥河内）
- 徳島県道289号赤松由岐線（海部郡美波町木岐）
- 徳島県道194号由岐港線（海部郡美波町田井）
- 徳島県道194号由岐港線（海部郡美波町田井）
- 徳島県道177号由岐停車場線（海部郡美波町西の地）
- 徳島県道26号由岐大西線（海部郡美波町西の地）
- 徳島県道200号蒲生田福井線（阿南市福井町小野）
- 国道55号（阿南市福井町小野、終点）

### 沿線にある施設など
- 美波町役場
- 日和佐小学校
- JR牟岐線木岐駅
- 木岐小学校 （休校中）
- JR牟岐線田井ノ浜駅

## ギャラリー

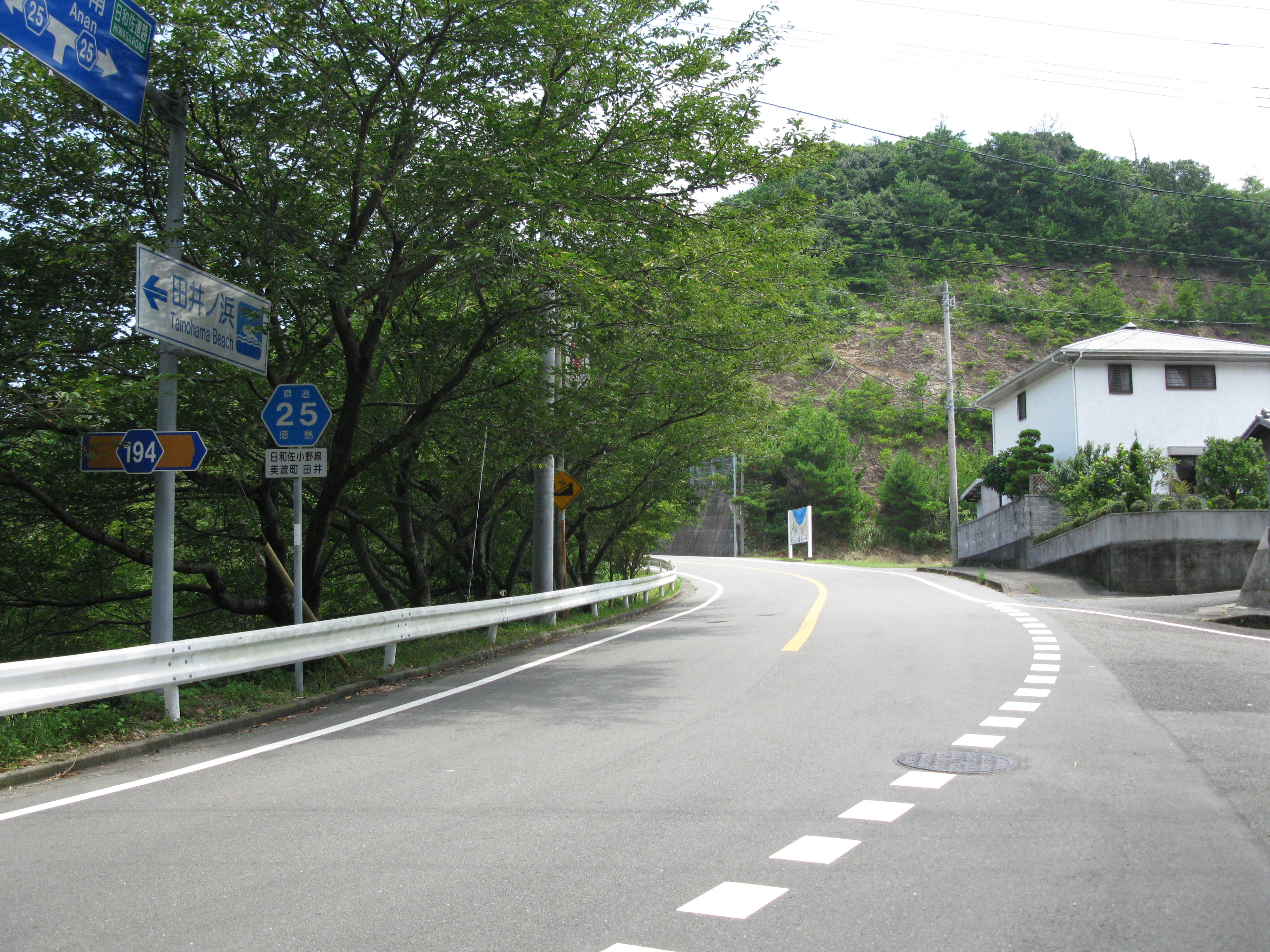
美波町田井にて（2010年8月3日）